# Nick Sheppard (cestista)
Nicholas Ray Sheppard, detto Nick (Los Angeles, 22 agosto 1976), è un ex cestista statunitense, professionista nella NBDL.